# Australie aux Jeux paralympiques d'hiver de 2014
L’Australie participe aux Jeux paralympiques d'hiver de 2014 à Sotchi, en Russie, du 7 au 16 mars 2014. Il s'agit de la dixième participation de ce pays aux Jeux paralympiques d'hiver.
Le pays est représenté par onze athlètes (en comptant deux guides pour athlètes aveugles ou malvoyants). Les Australiens participeront aux épreuves de ski alpin (six athlètes et deux guides) et de snowboard (trois athlètes), qui est une nouveauté à ces Jeux. Parmi ses athlètes figurent Cameron Rahles-Rahbula, double médaillé de bronze aux Jeux de 2010, qui participe à ses quatrièmes Jeux ; Mitchell Gourley, classé premier au monde en ski alpin paralympique dans la catégorie debout ; et Jessica Gallagher, skieuse malvoyante et première femme australienne à participer à la fois aux Jeux d'hiver et aux Jeux d'été, ayant participé à des épreuves d'athlétisme aux Jeux paralympiques d'été de 2012 à Londres,.

## Médaillés
| Sport                   | Discipline           | Athlète(s)        | Catégorie  | Performance   | Date    |
| Médailles de bronze : 2 |                      |                   |            |               |         |
| Ski alpin               | Super combiné hommes | Toby Kane         | Debout     | 1 min 20 s 63 | 14 mars |
| Ski alpin               | Slalom géant dames   | Jessica Gallagher | Malvoyants | 1 min 25 s 42 | 16 mars |

## Par discipline

### Ski alpin
La délégation australienne comprend deux femmes malvoyantes (Jessica Gallagher et Melissa Perrine), accompagnées de leurs guides (Christian Geiger et Andy Bor), et une femme dans la catégorie assise (Victoria Pendergast). Chez les hommes, Mitchell Gourley, Toby Kane et Cameron Rahles-Rahbula concourent tous dans la catégorie debout.

### Snowboard
Pour la première apparition du snowboard aux Jeux paralympiques, l'Australie est représentée par une femme (Joany Badenhorst) et deux hommes (Trent Milton et Ben Tudhope). Tous trois sont handicapés des membres inférieurs et concourent debout, cette catégorie étant la seule ouverte lors de ces Jeux. Trois semaines avant les Jeux, la communauté du snowboard australienne est endeuillée par le décès du para-snowbordeur Matthew Robinson, mort d'un arrêt cardiaque après de sérieuses blessures au cou et au dos lors de la Coupe du monde de para-snowboard en Espagne. Robinson, étant handicapé des membres supérieurs, ne faisait pas partie de la délégation australienne aux Jeux paralympiques.